# Jordi Mercadé
Jordi Mercadé i Farrés, conocido simplemente con el nombre artístico de Jordi (Barcelona, 21 de diciembre de 1923 - ídem, 24 de julio de 2005) fue un pintor español, hijo del también pintor Jaume Mercadé. 

## Biografía
Comenzó a pintar en 1942 por vocación y por influencia del ambiente familiar. Se formó junto a su padre, así como en la Academia Tárrega y la Academia Valls. Trabajó en el taller de Ramon Rogent, donde conoció a Joan Ponç, quien le introdujo en los movimientos de vanguardia. En 1946, junto a Ponç, Arnau Puig y Joan Brossa, crearon la revista Algol. Entre 1948 y 1954 residió en París.
Admirador de Goya y Soutine, se define como partidario de una "evolución dentro de una estabilidad". Influido inicialmente por Cézanne y el cubismo, su pintura evolucionó hacia una abstracción de fuerte gesto caligráfico, con una huella expresionista. Sus colores preferidos son el blanco, el negro, el rojo y el azul. 
En 1955, junto con Marc Aleu, Modest Cuixart, Josep Guinovart, Jaume Muxart, Antoni Tàpies y Joan-Josep Tharrats constituyen el grupo "Taüll". 
Realizó múltiples exposiciones individuales y colectivas en Barcelona, Madrid, Zaragoza, Milán, Berna, etc. Impulsó el Salón de Mayo y representó a España en las Bienales de São Paulo, Alejandría y en los salones parisinos des jeunes peintres, nationale des Beaux Arts e indépendents. En los años 1980, junto a Joan-Josep Tharrats, apoyó el nacimiento de la Asociación Catalana de Artistas Plásticos.

## Obra en museos
- Museo de Berna, Suiza.
- MNCARS, Madrid.
- Museo de Arte Contemporáneo, Madrid.
- Museo Camón Aznar, Zaragoza.
- MACBA, Barcelona.
- Museo de Mollet del Vallès.
- Museo Estrada Saladi.